# Pyrausta concinnalis
Pyrausta concinnalis là một loài bướm đêm trong họ Crambidae.